# Christian Abild Larsen
Christian Abild Skriver (født 8. marts 1993 i Aarhus) er en dansk eliteløber på mellemdistance, og har altid stillet op for Aarhus 1900 atletik og løb siden, at han begyndte at løbe i starten af 00’erne. Christians spidskompetence er 800 m, som han har satset på siden 2008. 
Udover mellemdistance har han ligeledes begået sig i det danske stand-up miljø med flere open-mics i bagagen sammen med Thomas Warberg.    
Uddannelse
Har taget sin interesse inden for løb og sundhed med sig over i sit uddannelsesvalg, da han er cand.scient.san.publ. (kandidat i folkesundhedsvidenskab) fra Aalborg Universitet i 2023. Inden denne tog han en professionsbachelor i ernæring og sundhed (VIA Aarhus N). 
Omvejen til atletikken
Karrieren inden for sport startede i fodboldklubben Arbejdersport Aarhus (ASA) i slutningen af 90’erne. Dog var det tydeligt, at talentet uden bolden, var betydeligt større, hvorfor han satsede på atletikken. Christian startede med at dyrke længdespring og sprint, og blev Vest dansk mester som 12 årig med et spring på over 5 meter? Både faren (Peter Christian Larsen) og farfaren (Peer Larsen) er tidligere atleter, der har dyrket spring og sprint. 
Christian har haft flere forskellige trænere. Dog har han haft størst succes under David Møller i perioden 2015-2022.  

Personlige rekorder
800 m: 1.53.10 (2018 Aarhus)
400 m: 51.81 (2014 Randers)
Højdepunkter
2018: 1.53.10 – Når et stort delmål med at slå kvindernes verdensrekord på 800 m (hans største mål er fortsat at løbe under de magiske 1.50 på 800 m). 
2023: Dansk mester på 800 m M30.
2022: For tiende sæson i træk løber han under minimum 1.59.0 på 800 m.
2022: Med i DR2s udsendelse - DM atletik i 800 m finalen (krævede en tid på 1.58.xx for bare at kunne stille op).
2021: Bliver Aalborg Universitets hurtigste løber til AAU Run ved at tilbagelægge 4 km i 11.57.
2021: Med i TV2s udsendelse - Royal Run EliteMile.
2017 & 2019: Vinder TRACKS på 800 m bl.a. 2017 (Aarhus) og 2019 (Aalborg). 
2018: Medlem af Streak Runners International, da han løb minimum en gang om dagen 365 dage i træk i perioden medio juni 2017 til medio juni 2018.
2010?: Vest Dansk juniormester på både 800 m, 400 m, 1000 m stafet og 4 x 100 m stafet samme weekend.
Ellers har han været med i over 5 finaler 800 m til DM senior. 
800 m udvikling (fra Statletik.dk)
2007: 2.20.xx (Aarhus)
2008: 2.08.07 (Hvidovre)
2009: 2.04.4 (Aarhus)
2010: 2.00.41 (Vejen)
2011: 2.00.8 (Aarhus)
2012: 2.00.32 (København)
2013: 1.58.23 (København)
2014: 1.57.20 (Vejle)
2015: 1.56.95 (Vejle)
2016: 1.56.95 (Tårnby)
2017: 1.56.17 (Aarhus)
2018: 1.53.10 (Aarhus)
2019: 1.56.08 (Aarhus)
2020: 1.57.60 (Odense indendørs)
2021: 1.56.67 (Aalborg)
2022: 1.56.37 (Skive indendørs)
2023: 1.57.41 (Aarhus)